# Gaba
Gaba (kinesiska: 呷巴乡, 呷巴) är en socken i Kina. Den ligger i provinsen Sichuan, i den sydvästra delen av landet, omkring 250 kilometer väster om provinshuvudstaden Chengdu. Antalet invånare är 3 755. Befolkningen består av 1 814 kvinnor och 1 941 män. Barn under 15 år utgör 25,0 %, vuxna 15-64 år 68 %, och äldre över 65 år 6,0 %.
Genomsnittlig årsnederbörd är 1 759 millimeter. Den regnigaste månaden är september, med i genomsnitt 328 mm nederbörd, och den torraste är december, med 8 mm nederbörd.